# Clément Couillet
Clément Couillet est un joueur français de volley-ball né le 22 avril 1995 à Marseille. Il mesure 1,97 m et joue réceptionneur-attaquant.

## Clubs
| Club                         | Saison    | Poste                          | Championnat | Résultat                        |
| Aubagne Volley-Ball          | 2008-2010 |                                | Minimes     | 2008-2009: 2/6 2009-2010: 1/6   |
| AS Cannes                    | 2010-2011 | Central                        | R2          | 7/11                            |
| AS Cannes                    | 2011-2012 | Central                        | Pré-nat     | 4/12                            |
| ---------------------------- | --------- | ------------------------------ | ----------- | ------------------------------- |
| AS Cannes                    | 2012-2014 | Central                        | N3          | 2012-2013: 2/10 2013-2014: 2/10 |
| Marseille Volley 13          | 2014-2015 | Central                        | N2          | 5/8 (Play-Down)                 |
| Amiens Métropole Volley-Ball | 2015-2016 | Pointu                         | N2          | 2/8 (Play-Off)                  |
| Amiens Métropole Volley-Ball | 2016-2017 | Réceptionneur-attaquant Pointu | Elite       | 1/8 (Play-Down)                 |
| Beauvais Oise UC             | 2017/2018 | Pointu                         | Elite       | 7/8 (Play-Down)                 |
| Beauvais Oise UC             | 2018/2019 | Pointu                         | N2          | 2/13                            |
| AUC13 VolleyBall             | 2019/2020 | Réceptionneur-attaquant        | N2          | 5/10 (Saison avortée COVID19)   |
| Marseille Volley 13          | 2020/2021 | Réceptionneur-attaquant        | Elite       | En cours                        |

## Palmarès
2011: Vainqueur des interpoles Sud (Castelnaudary) avec le pôle espoir de Cannes.
2011: Vainqueur des interpoles (Vichy) avec le pôle espoir de Cannes.
2012: Vainqueur du championnat de France UNSS Excellence avec le Lycée Carnot de Cannes.
2012: Champion de France Cadet avec L'AS Cannes.
2013: Champion de France Junior avec L'AS Cannes.
2013: Vainqueur du championnat de France UNSS Excellence (Dinard) avec le Lycée Carnot de Cannes.
2013: 5ème place au championnat du monde UNSS (Toulon) avec le Lycée Carnot de Cannes.